# راكيل دياز كارو
راكيل دياز كارو (بالإسبانية: Raquel Díaz Caro)‏ هي منافسة ألعاب القوى إسبانية، ولدت في 13 مايو 1974.

## روابط خارجية
- راكيل دياز كارو على موقع اللجنة البارالمبية الإسبانية (الإسبانية)